# Horn Lake
Horn Lake – miasto w Stanach Zjednoczonych, w stanie Missisipi, w hrabstwie DeSoto.